# Herkulesarbete
Herkulesarbete kallas ett arbete som kräver stora ansträngningar att utföra och anspelar på de stordåd som heroen Herakles i den  grekiska mytologin utförde med sin övermänskliga styrka.